# Pierre Seel
Pierre Seel (Haguenau, 16 de agosto de 1923 - Toulouse, 25 de noviembre de 2005) es la única víctima francesa que ha testificado sobre su experiencia durante la deportación por homosexualidad durante la Segunda Guerra Mundial.

## Biografía
Pierre, nacido en el castillo familiar de Fillate en Haguenau, era el quinto y último hijo de una rica familia católica alsaciana. A los once años descubrió que su hermana menor, Josephine (llamada Fifine), era de hecho su prima, adoptada por su padre cuando murió la madre de la niña. Su padre regentaba una panadería-pastelería de mucho éxito en el número 46 de la rue du Sauvage, la calle principal, en Mulhouse. Su madre, Emma Jeanne, que había sido jefa de unos grandes almacenes, se unió al negocio familiar cuando se casó. Hacia el final de su adolescencia, Pierre Seel era parte de las subculturas gay y zazou de Mulhouse. Creía que su homosexualidad había sido causada por la moral católica represiva de su familia, que le prohibió mostrar interés por las chicas de su edad cuando era más joven. Le fue difícil aceptar su homosexualidad y se describe a sí mismo como irascible.
En 1939, cuando tenía 16 años, mientras se encontraba en unos jardines públicos, los Square Steinbach, conocidos por ser lugar de ligue para hombres, le robaron el reloj, un regalo que le había dado su abuela para su reciente comunión. Al denunciar el robo a la policía, sin que él lo supiera, se añadió su nombre a la lista de homosexuales que mantenía la policía (la homosexualidad no había sido ilegal en Francia desde 1792 y sólo fue recriminalizada por el Régimen de Vichy en 1942).
La invasión alemana deshizo las esperanzas de Seel de estudiar fabricación de tejidos en Lille. Completó su formación en contabilidad, decoración y ventas, y buscó un trabajo de vendedor en una tienda del vecindario.

### En Schirmeck-Vorbrück
El 3 de mayo de 1941, Seel fue arrestado. Fue torturado y violado con una regla de madera rota. Luego fue enviado a la cárcel de la ciudad antes de ser transferido el 13 de mayo de 1941 al campo de Schirmeck-Vorbrück, a 30 km al oeste de Estrasburgo. Su traje de prisionero estaba marcado con una barra azul, que indicaba a los prisioneros católicos y asociales, en vez del conocido triángulo rosa, que no se empleaba en Schirmeck.
En su libro comenta:

No había solidaridad para los prisioneros homosexuales; pertenecían a la casta más baja. Otros prisioneros, incluso cuando estaban solos, solían emplearlos de blanco.
Pierre Seel

[...] pero aplazo relatar lo que fue mi peor prueba, cuando, de hecho, ocurrió en las primeras semanas de estar prisionero en el campo. Contribuyó más que cualquier otra cosa a convertirme en esa sombra silenciosa y obediente.
Un día los altavoces nos ordenaron ir inmediatamente al Appellplatz. Gritos y ladridos significaba que todos fuimos rápidamente. Rodeados por hombres de las SS, debíamos formar un cuadrado y esperar firmes, como hacíamos durante los recuentos de la mañana. El comandante estaba presente con todo su personal principal. Creí que nos iban a aporrear de nuevo con su fe ciega en el Reich, junto con una lista de instrucciones, insultos y amenazas — emulando las famosas verborreas de su señor, Adolf Hitler. Pero la situación era mucho peor: una ejecución. Dos hombres de las SS trajeron a un joven hasta el centro del cuadrado que formábamos. Horrorizado reconocí a Jo, mi dulce amigo de 18 años.
No lo había visto anteriormente en el campo. ¿Había llegado antes o después que yo? No nos habíamos visto en los días anteriores a mi detención por la Gestapo. No me podía mover de terror. Había rezado para que consiguiese escapar de sus redadas, sus listas, sus humillaciones. Y aquí estaba, ante mis ojos impotentes, que se llenaron de lagrimas. Al contrario que en mi caso, él no había transportado cartas peligrosas, destruido posters o firmado ninguna declaración. Y sin embargo, lo habían atrapado e iba a morir. Las listas estaban realmente completas. ¿Que había pasado? ¿De que lo habían acusado los monstruos? Mi pena me ha hecho olvidar por completo el contenido de su sentencia de muerte.
Entonces, los altavoces emitieron algún tipo de música clásica alta mientras los hombres de la SS lo desnudaban. Violentamente le pusieron un cubo de hojalata sobre la cabeza. Azuzaron feroces pastores alemanes sobre él: los perros guardianes primero le mordieron en la ingle y las pantorrillas, luego lo devoraron delante de nosotros. Sus gritos de dolor fueron ampliados y distorsionados por el cubo de hojalata en el que su cabeza permaneció atrapada. Mi cuerpo rígido se tambaleaba, mis ojos de par en par por tanto horror, lágrimas corrían por mis mejillas, rezaba fervientemente que se desmayase pronto.
Desde entonces, todavía me despierto a menudo gritando en medio de la noche. Durante más de cincuenta años esa escena se ha repetido incesantemente ante los ojos de mi mente. Nunca olvidaré el bárbaro asesinato de mi amor — ante mis ojos, ante nuestros ojos, porque había cientos de testigos [...]
Pierre Seel

El 6 de noviembre de 1941, después de meses de hambruna, malos tratos y trabajos forzados, Pierre Seel fue liberado sin explicación y declarado ciudadano alemán. Karl Buck, comandante del campo, le hizo jurar silencio sobre sus experiencias. Tenía que presentarse diariamente en las oficinas de la Gestapo.

### El resto de la Guerra
Entre el 21 de marzo y el 26 de septiembre de 1942, Pierre Seel fue forzado a unirse al Reichsarbeitsdienst para recibir entrenamiento militar. Primero fue enviado a Viena como ayuda de campo de un oficial alemán. Luego, al aeropuerto militar de Gütersloh, cerca de la frontera entre Alemania y los Países Bajos.
El 15 de octubre de 1942 fue incorporado a la Wehrmacht y se convirtió en uno de los «malgré-nous» (a pesar de nosotros mismos), jóvenes de Alsacia y Lorena que fueron reclutados en contra de su voluntad por el ejército alemán y que tuvieron que luchar con sus enemigos contra la gente que apoyaban. Durante los siguientes tres años viajó por toda Europa sin mucho recuerdo de acontecimientos, lugares y fechas. Fue enviado a Yugoslavia. Mientras luchaba contra la resistencia local, él y sus compañeros soldados quemaban pueblos habitados solo por mujeres y niños. Un día se encontró frente a un partisano que le rompió la mandíbula y como consecuencia perdió un diente. Herido, fue enviado a Berlín para un puesto administrativo.
En la primavera de 1943, para su desconcierto, Seel fue enviado a Pomerania, a un Lebensborn. Uno de una docena de lugares en el Reich que Himmler había creado, dedicado a la procreación de la nueva raza pura. Parejas jóvenes y sanas eran animadas a procrear y donar sus hijos al Reich. Solo estuvo unos pocos días.
En verano de 1943, se unió como voluntario al Reichsbank y se convirtió en cajero en los trenes de soldados de permiso entre Belgrado y Tesalónica. Esto acabó con el ataque del 20 de julio de 1944 contra Hitler, que demandó un refuerzo de la autoridad. Seel acabó ayudando a la población civil en los refugios de Berlín durante un ataque de los aliados que duró cuarenta días y noches.
Mientras que las cosas empeoraban para el Reich, Seel fue enviado a Smolensk en el frente ruso. Después de permitir que el caballo del oficial al que servía se escapase, fue enviado a una posición peligrosa, solo con otro alsaciano. El enemigo disparaba sobre ellos y su compañero murió enseguida. Pasó allí tres días, cercano a la locura, pensando que lo habían olvidado.
Según se iba haciendo inminente la debacle alemana, su comandante lo invitó a desertar con él. Poco después mataron al oficial y Seel se encontró solo, decidiendo rendirse a las tropas soviéticas, siguiéndolas hacia el oeste. En algún lugar de Polonia fue arrestado e intentaron fusilarlo como parte de una venganza por el asesinato de un oficial. Salvó la vida dando un paso al frente del pelotón de fusilamiento y cantando La Internacional.
En Polonia, Seel se separó de las tropas soviéticas y se unió a un grupo de supervivientes de un campo de concentración que debían ser repatriados a Francia. La Cruz Roja se hizo cargo y organizó un convoy. El convoy, sin embargo, no fue hacia el este, sino hacia el sur, a través de Odesa y el Mar Negro, en condiciones sanitarias terribles. El 8 de mayo de 1945, día del armisticio, Seel todavía estaba en Polonia. En Odesa, se hizo cargo del campo de refugiados en el que estaba, contrayendo malaria. Allí le aconsejaron cambiar de nombre a Celle y ocultar el hecho de que era alsaciano, diciendo que era de Belfort.
Tras una larga espera al barco en Odesa, Pierre Celle llegó a París el 7 de agosto de 1945, después de un viaje en tren por media Europa, vía Rumanía, Alemania, los Países Bajos y Bélgica. De nuevo, Seel fue requerido para un trabajo administrativo, en este caso la revisión de las largas listas de refugiados que debían ser enviados a casa.
Finalmente, al llegar a Mulhouse, Pierre Seel se dio cuenta de que debería mentir sobre su verdadera historia, como todos los demás, mentir sobre las razones de su deportación.

Ya estaba censurando memorias y me di cuenta de que, a pesar de mis expectativas, a pesar de todo lo que había imaginado, de la largamente esperada alegría del retorno, la verdadera liberación era para otra gente.
Pierre Seel

### Después de la Guerra
A finales de la Guerra, el gobierno de De Gaulle limpió el código penal francés, eliminando sobre todo las leyes antisemitas. Sin embargo, el artículo contra la homosexualidad se mantuvo y fue reforzado en 1962. No fue hasta 1981 que la homosexualidad dejó de ser ilegal en Francia.
Esto significaba para las víctimas que volvían, que la posibilidad de contar su historia estaba limitada por el miedo a una mayor estigmatización y una posible denuncia. En su libro, Seel también denuncia el incremento de ataques homofóbicos en Mulhouse tras la Guerra. En su propia familia, Seel encontró una reacción negativa hacia su homosexualidad. Sus parientes más cercanos decidieron evitar el tema, mientras que otros miembros de su familia hacían chistes humillantes. Su padrino lo desheredó.
Tras comenzar a trabajar como encargado de almacén en un almacén de telas, Seel creó una asociación para ayudar a las familias pobres locales, asociación que les daba ropa y comida. También se encargó de su anciana y enferma madre, la única persona con la que consiguió la suficiente cercanía para relatarle su experiencia. Durante cuatro años, los que Seel llama años de la vergüenza, llevó una vida de dolorosa tristeza, durante los que gestó su decisión de renunciar a la homosexualidad. Siguiendo los pasos de sus padres, se dirigió a una agencia de contactos y el 21 de agosto de 1950 se casó por lo civil con la hija de un disidente español; la boda religiosa se realizó el 30 de septiembre de 1950 en Saint-Ouen. Decidió no contarle a su esposa nada sobre su homosexualidad.
Su primer hijo nació muerto, pero tuvieron dos hijos más (1952 y 1954) y una hija (1957). En 1952, para el nacimiento de su segundo hijo, se trasladaron a Vallée de Chevreuse, cerca de París, dónde Seel abrió una tienda de telas que no tuvo éxito. Pronto tuvo que buscar trabajo en una gran compañía textil parisina. La familia participaba en la comunidad católica local. Se sentía lejos de sus hijos, ya que no sabía como expresarles su amor sin que fuera mal interpretado. La década de 1960 ofreció poca estabilidad a la familia, con traslados a Blois, Orleans, Compiègne, Ruan y de vuelta a Compiègne, según cambiaba el trabajo de Seel. Esto aumentó las tensiones dentro del matrimonio.
En 1968 se vio atrapado por cuatro días en la Sorbona cuando fue enviado como observador por la asociación de padres local. Más tarde fue detenido en Toulouse bajo sospecha de incitar las protestas de los jóvenes, cuando fue a echar una vistazo al piso que habían conseguido gracias al nuevo trabajo de su mujer en la administración. La familia se asentó finalmente en Toulouse.
Los siguientes diez años fueron de una lenta destrucción de Seel. Sentimientos de ser inadecuado como padre y esposo, vergüenza por su secreto, confusión acerca de su sexualidad, contribuyeron a que se fuera alejando de su esposa. Se separaron en 1978, cuando Seel, deprimido, ya estaba bajo tranquilizantes. Sintiéndose al límite de la locura, consciente de que su intento de vivir una vida «normal» había sido para nada, comenzó a beber y consideró la posibilidad de convertirse en un vagabundo, durmiendo en la calle tres veces para «probar». Después de que sus hijos lo amenazaran con no verlo nunca más si no dejaba de beber, comenzó a visitar un grupo de autoayuda.
En 1979, mientras trabajaba para una compañía aseguradora, cuando todavía estaba intentando reconciliarse con su esposa, participó en un debate en una librería local para el lanzamiento en francés del testimonio de Hans Heger, Die Männer mit dem rosa Winkel (Los hombres del triángulo rosa). Después del debate, Seel se encontró con los tertulianos, que aprovecharon la ocasión de hablar con un deportado francés superviviente. Se preparó un encuentro al día siguiente que marcó el renacer de Seel.
Se unió al grupo local de David et Jonathan, un grupo gay cristiano que le permitió contar su historia y encontrarse con otras personas. El 9 de abril de 1989 volvió a los campos de Schirmeck y Struthof por primera vez. Pasó aproximadamente 12 años de su vida con su compañero Eric Feliu con el que criaba perros en Toulouse, lo que le ayudó a superar el miedo a los perros que había desarrollado a raíz de la muerte de Jo.
Murió de cáncer el 25 de noviembre de 2005 y está enterrado en Bram, en el departamento de Aude.

## Denuncia
El testimonio recogido por Jean-Pierre Joecker (fundador y director de la revista gay Masques) fue publicado anónimamente en la edición especial dedicada a la obra Bent, en 1981.
En abril de 1982, como respuesta a unas declaraciones y acciones homófobas del obispo de Estrasburgo, Léon Elchinger, decidió hablar públicamente y, tras una pausa para reflexionar, escribió una carta abierta al obispo el 18 de noviembre. Simultáneamente hizo circular el texto entre su familia. La carta fue publicada en el número 47 de Gay Pied hebdo, el 11 de diciembre. Al mismo tiempo comenzó el procedimiento oficial para recibir una compensación del estado. En 1994 publicó el libro Moi, Pierre Seel, déporté homosexuel" (Yo, Pierre Seel, deportado homosexual). Apareció en la televisión y la prensa nacional. 
Esto y su continuada campaña, apoyada por unos pocos militantes, consiguió poco a poco y tardíamente el reconocimiento del Estado francés de los deportados homosexuales. Lionel Jospin, primer ministro en la época, lo mencionó el 26 de abril de 2001. En 2003, Seel recibió finalmente el reconocimiento oficial como víctima del Holocausto del programa de ayuda a las víctimas nazis de la Organización Internacional de Migración. En 2003 también se formó la asociación Les "Oublié (e) s" de la Mémoire (Los «ovidados/as» de la memoria) para reivindicar las víctimas gais y lesbianas durante la ocupación nazi.
En abril de 2005, el presidente de la república, Jacques Chirac, durante su discurso durante la "Journée nationale du souvenir des victimes et des héros de la déportation" (día nacional de recuerdo a las víctimas y héroes de la deportación) dijo:

En Alemania, pero también en territorio francés, hombres y mujeres cuya vida personal fue discriminada, estoy pensando en los homosexuales, fueron perseguidos, arrestados y deportados

En 2007 se dio el nombre de Pierre Seel a una calle en Toulouse, y después en París, en el barrio del Marais.

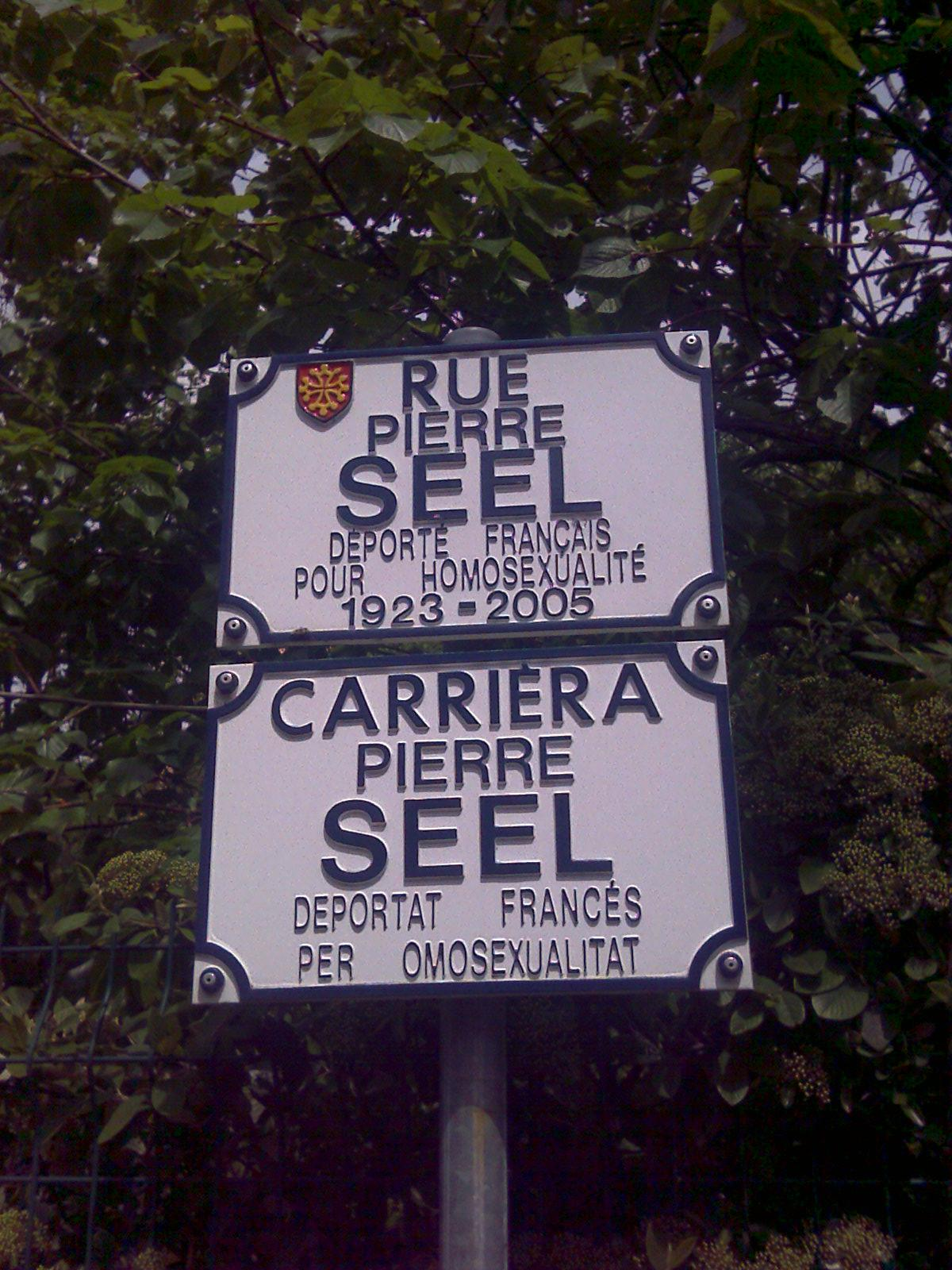
Placas de la calle Pierre Seel, en Toulouse

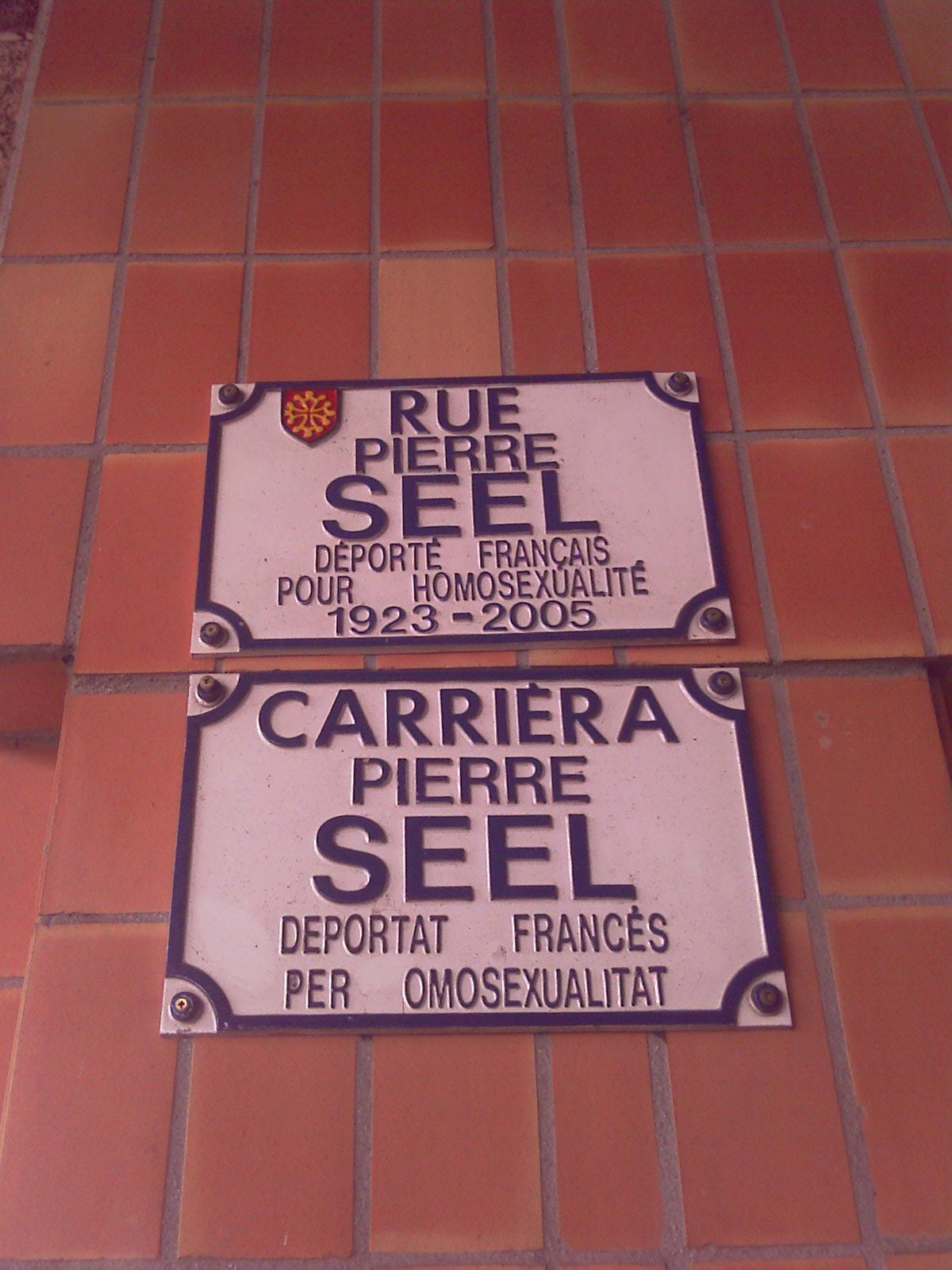
Otro aspecto de las placas de la calle Pierre Seel, en Toulouse

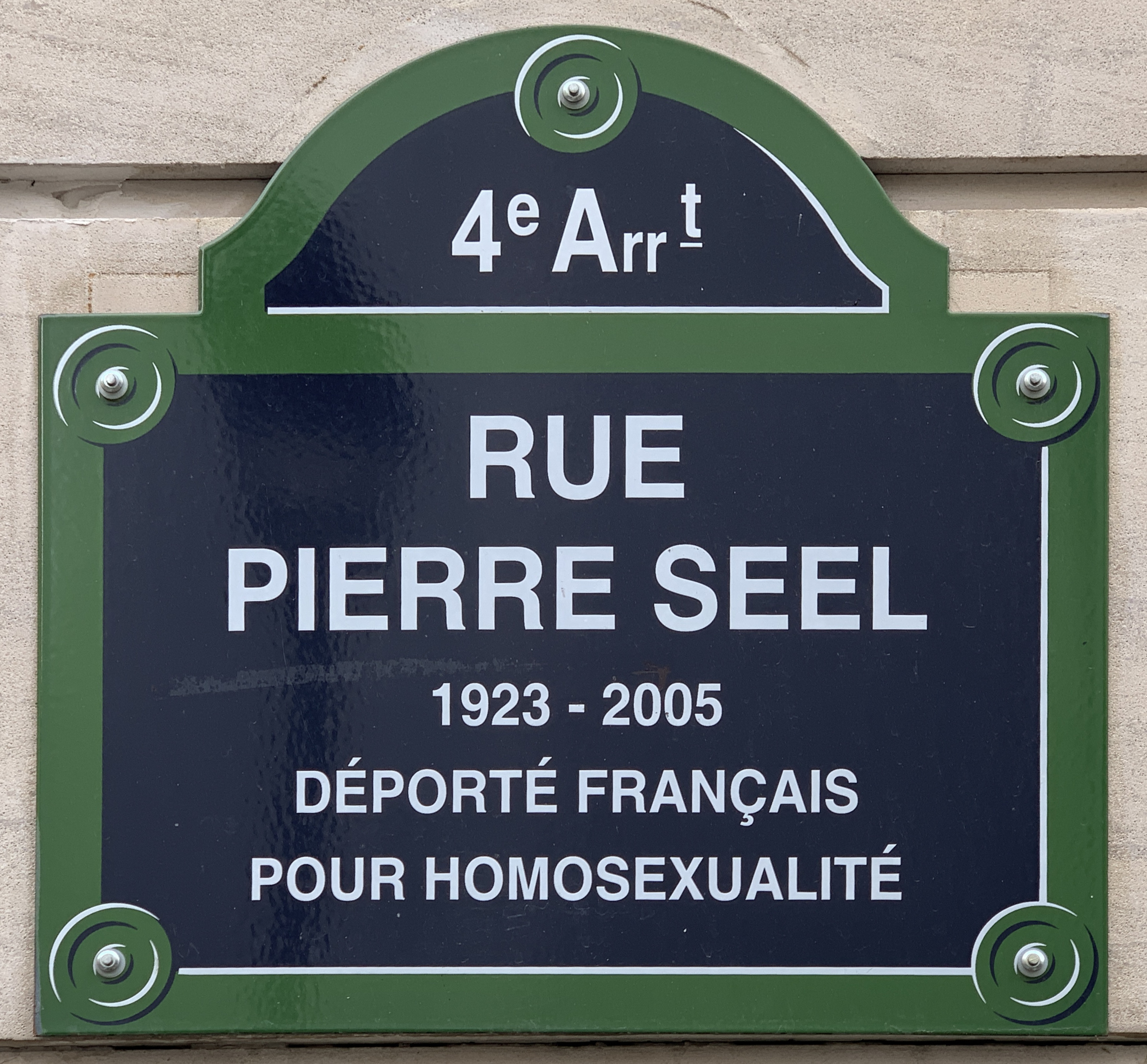
La calle Pierre Seel, en París.

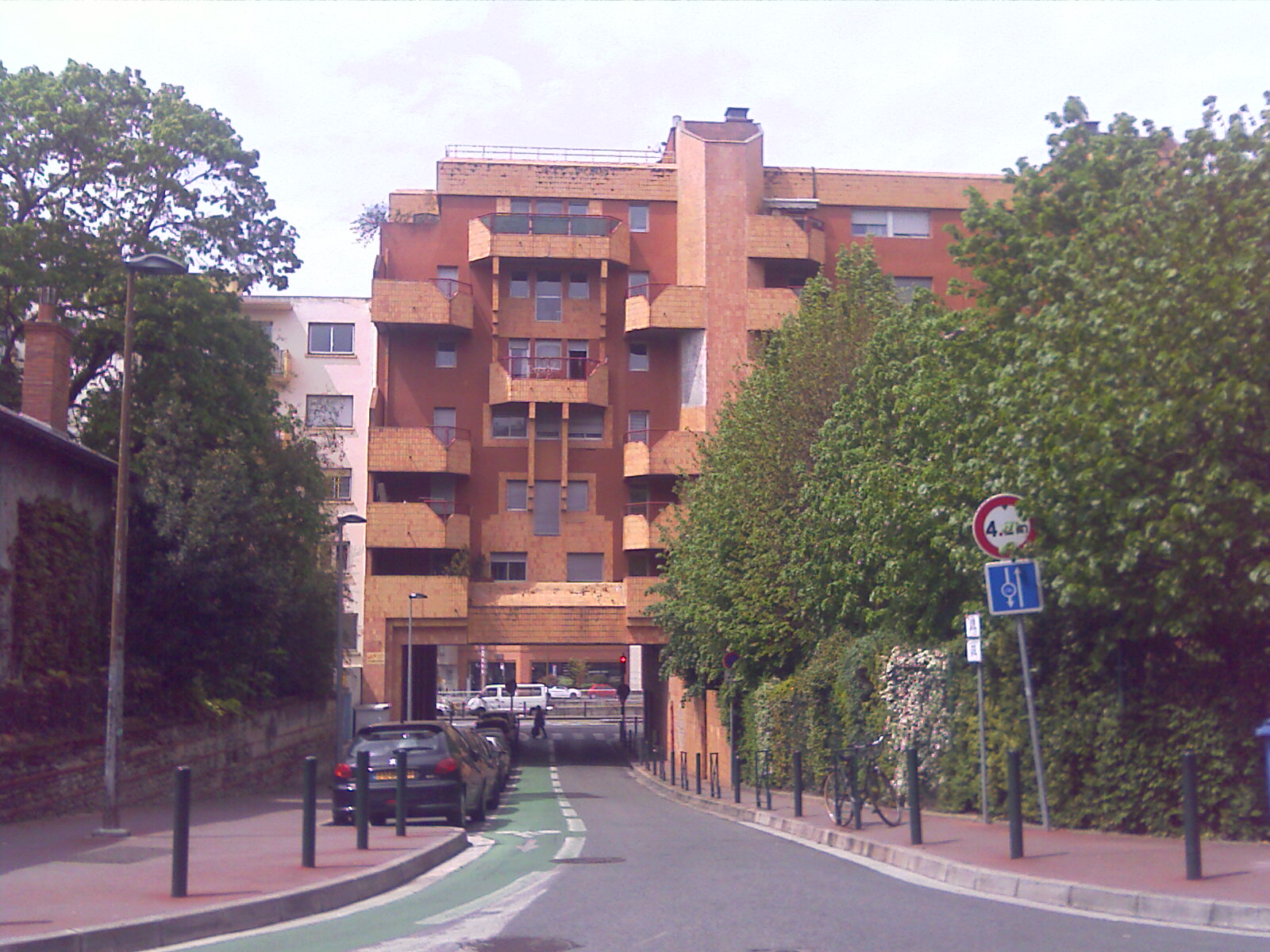
La calle Pierre Seel, en Toulouse

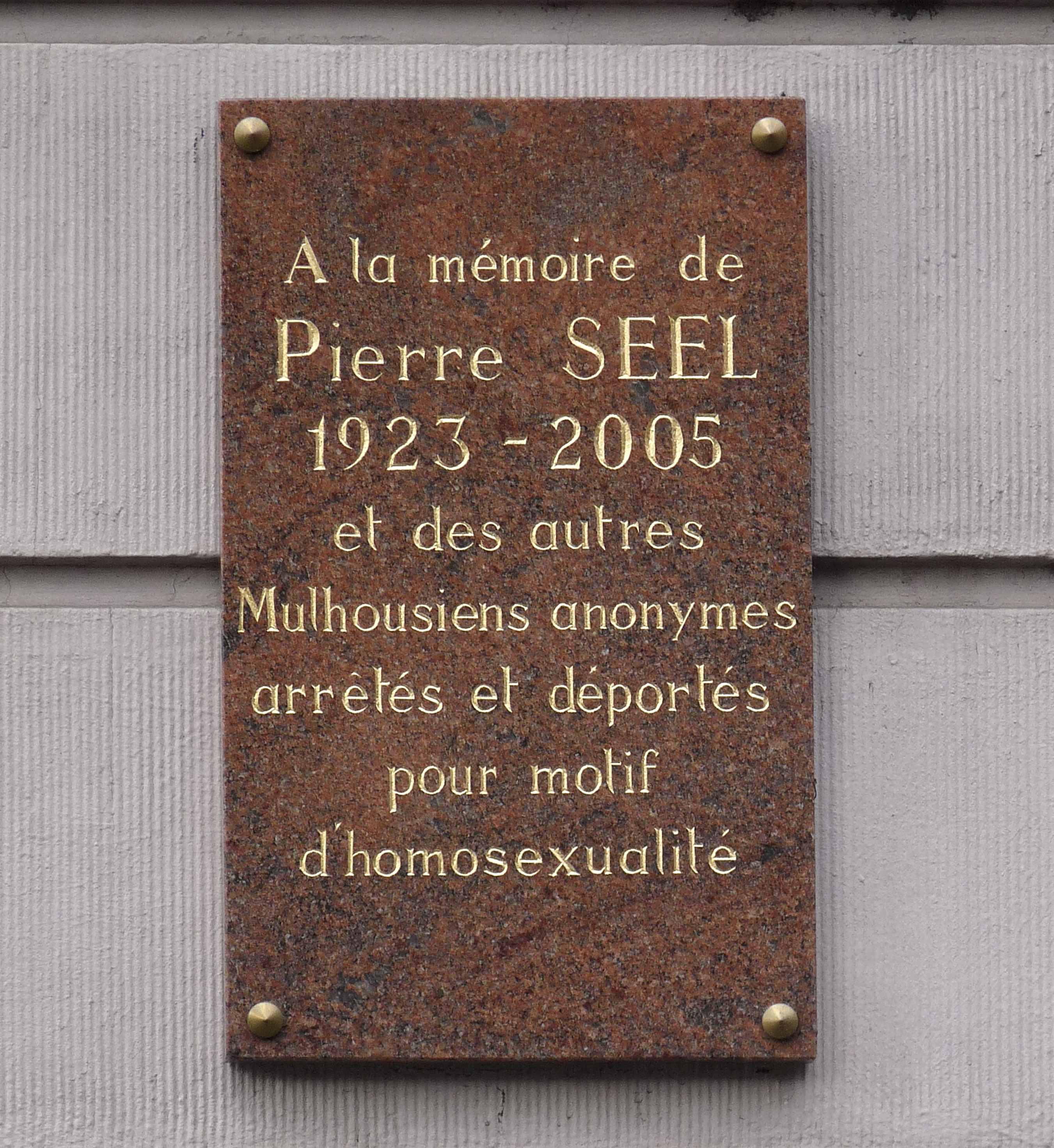
Placa conmemorativa en una fachada del Teatro Municipal de Mulhouse

A pesar de todo lo que tuvo que soportar, Pierre Seel todavía se vio atacado en las décadas de 1980 y 1990, recibiendo incluso amenazas de muerte. Después de aparecer en la televisión nacional, fue atacado y golpeado por unos jóvenes (Seel declaró haberse sorprendido de que no fuesen skinheads, sino más bien burgueses) gritando insultos homófobos. Catherine Trautmann, futura ministra de cultura socialista y en la época alcalde de Estrasburgo, se negó en una ocasión a estrecharle la mano en una ceremonia conmemorativa.
Cuando se enteró de la verdad sobre su deportación, su esposa decidió no divorciarse y conformarse con la separación. Su familia más próxima le apoyó en su campaña.
La historia de Pierre Seel también aparece en el documental Paragraph 175 que trata sobre las deportaciones de homosexuales. A su vuelta por primera vez a Alemania, recibió ovación entusiasta de pie de 5 minutos en el estreno del documental en la Berlinale.

Cuando termino de pasear, vuelvo a casa. Entonces enciendo la vela que permanentemente arde en mi cocina cuando estoy sólo. Esa frágil llama es mi memoria a Jo.
Palabras finales de Moi, Pierre Seel, déporté homosexuel